# Cape Kogot’
Cape Kogot’ (englisch, russisch Мыс Коготь Mys Kogot, deutsch ‚Klauenkap‘) ist ein Kap an der Küste des ostantarktischen Enderbylands. Es liegt 3 km östlich der russischen Molodjoschnaja-Station am Ufer der Alaschejewbucht im Gebiet der Thala Hills.
Luftaufnahmen entstanden 1956 im Rahmen der Australian National Antarctic Research Expeditions und 1957 bei einer sowjetischen Antarktisexpedition. Sowjetische Wissenschaftler benannten es deskriptiv nach seiner Erscheinung. Das Antarctic Names Committee of Australia übertrug diese Benennung in einer transkribierten Teilübersetzung ins Englische.